# Hino Motors
Hino Motors, Ltd. (яп. 日野自動車 хино дзидо:ся) (кратко: Hino — рус. «Хи́но») — японский производитель грузовых автомобилей и автобусов, с 1960-х годов является дочерней структурой корпорации Toyota.
Hino изготовляет широкую гамму дизельных автобусов и грузовиков различного назначения.

## История компании

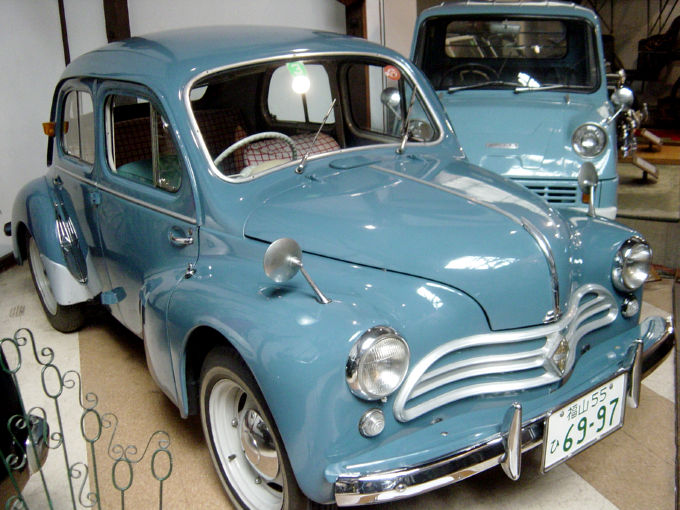
HINO-4CV, лицензионная версия Renault 4CV

В 1913 году компания Tokyo Gas Industry начала производство автомобилей Model TGE «A-Type». (Tokyo Gas Industry, основанная в 1910 году, позднее разделилась на компании Tokyo Gas Company и Tokyo Electric Power). В 1937 году Tokyo Electric Power соединила своё автомобильное подразделение с компанией Kyodo Kokusan K.K., создав дочернюю компанию Tokyo Automobile Industry Co., Ltd. В 1941 году компания сменила своё наименование на Diesel Motor Industry Co., Ltd, которое постепенно изменилось на Isuzu Motors Limited.
В 1942 году из компании Diesel Motor Industry Co. была выделена компания Hino Heavy Industry Co., Ltd. Так появилась компания Hino.
После окончания Второй мировой войны Hino Heavy Industry прекратила производство больших дизелей для морских судов, и удалила слово «Heavy» (тяжёлый) из своего наименования. Компания сконцентрировала свои усилия на производстве грузовиков, автобусов и дизельных двигателей. В 1948 году компания добавила в своё наименование слово «Diesel», и стала называться Hino Diesel Industry Co., Ltd.
В 1953 году Hino приобрела лицензии французской компании Renault, и в 1961 году начала производство автомобиля Contessa 900 с объёмом двигателя 893 см³. Несмотря на успех Contessa и ещё нескольких моделей, компания Hino на середину 1960-х годов была не готова конкурировать на равных с ведущими автопроизводителями Японии, и в 1966 году наладила отношения с Toyota, начав производить для неё комплектующие. В середине 1970-х годов компания начала экспорт как своих грузовиков, так и собранных для Toyota легковых автомобилей; основными рынками стали Юго-Восточная Азия, Европа и Латинская Америка. В 1982 году был открыт завод на Тайване, в этом году экспорт автомобилей впервые превысил продажи на внутреннем рынке. Рецессия в Японии в начале 1990-х годов вынудила компанию осваивать новые рынки, были созданы совместные предприятия в КНР и Вьетнаме. К 1997 году доля Toyota в акционерном капитале Hino достигла 16,4 %, в 2001 году была доведена до контрольного пакета.

## Автобусы
Компания Hino производит автобусы трёх категорий: малые, средние и большие.

### Автобусы малого класса
Melpha 7 — небольшой 7-метровый автобус, который предлагается в 7 вариантах, вместимостью 23-29 человек и полной массой 7,6-7,9 т. На нём используются 4-цилиндровый 5,3-литровый двигатель с турбонаддувом мощностью 175 л. с., автоматическая 3-ступенчатая коробка передач и передние дисковые тормоза.
Liesse — серия малых автобусов самого широкого назначения. Туристский вариант Liesse на 20—29 пассажиров практически не отличается от модели Melpha, но имеет габаритную ширину всего 2025 мм и комплектуется механическими 5- и 6-ступенчатыми трансмиссиями. Вариант Liesse II представляет облегчённое многофункциональное средство транспорта классической компоновки длиной всего 6230 мм и полной массой около 5 т. На многочисленных исполнениях этой серии применяются 4- и 6-цилиндровые двигатели переднего расположения мощностью 130, 170 или 190 л. с., 5- и 6-ступенчатые коробки передач, боковые сдвижные двери. Имеется вариант с приводом на все колёса с 12 ступенчатой трансмиссией.

### Автобусы среднего класса
Гамма состоит из автобусов средней вместимости длиной до 9 м и полной массой 9,8—11,6 т. Её возглавляет универсальная модель Melpha 9 на 34—47 мест, оснащённая 6-цилиндровыми моторами в 220 и 260 л. с., причём наиболее мощный двигатель рабочим объёмом 7961 см³ оборудован турбонаддувом. В этой гамме впервые появляется туристский автобус Selega FC на 37—47 мест с 260-сильным мотором и механической 6-ступенчатой коробкой. Здесь же представлен «лёгкий» городской 2-дверный автобус Rainbow полной массой 10,4—11,0 т, предлагаемый в 5 вариантах общей вместимостью до 60 человек (мест для сидения 22-25).

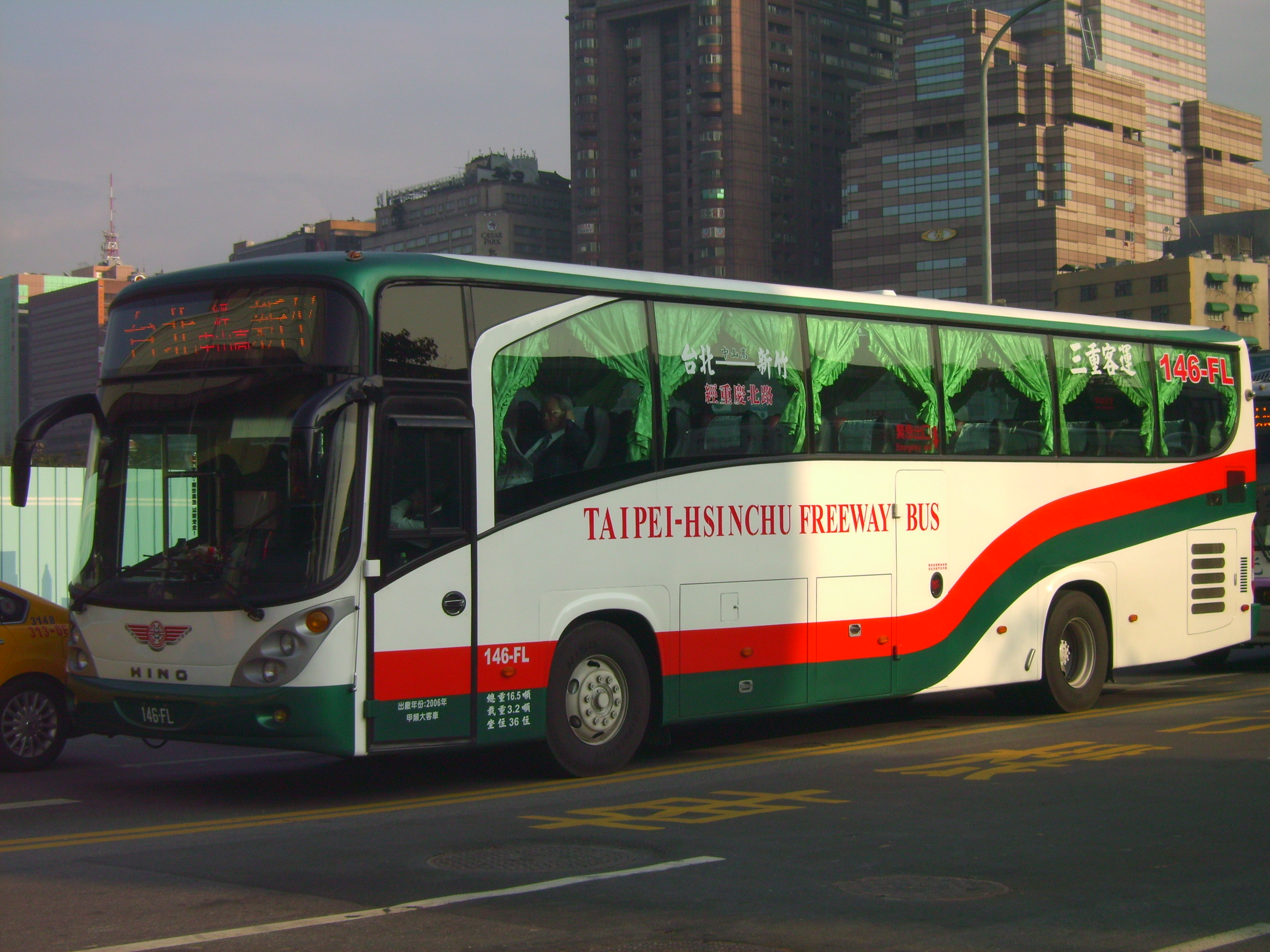
Автобус Hino на Тайване

### Автобусы большого класса
Городскую серию составляют низкорамные автобусы Blue Ribbon длиной 9,5—11,1 м и полной массой 13,7—15,2 т с разными планировками салона. Некоторые из них приспособлены для местных и междугородных перевозок. Их общая вместимость находится в пределах 66—95 человек, в том числе мест для сидения от 23 до 51. На базовых сериях RU, HT и HU сзади устанавливаются 6-цилиндровые двигатели рабочим объёмом 7961, 9880 и 13 267 см³, развивающие мощность 215, 230 и 270 л. с., обычные 5-ступенчатые коробки передач и пневматическая подвеска. С 2000 года на городском варианте HU используется редкий для Японии 250-сильный дизель рабочим объёмом 10 520 см³, оборудованный турбонаддувом с промежуточным охлаждением. Туристская 12-метровая серия Selega полной массой 15,5—16,0 т также имеет несколько модификаций. Наиболее простая гамма Selega FS/FD вместимостью до 57 пассажиров, выполняющая также междугородные перевозки, оснащается двумя типами дизельных двигателей V8 рабочим объёмом 19 688 и 20 781 см³ без наддува мощностью 365 и 430 л. с. соответственно. Туристские автобусы Selega RFD, RGJ и RGD с приподнятым расположением салона на 57 посадочных мест комплектуются новым дизелем V8 (16 745 см³, 450 л. с.).

## Грузовые автомобили
- Ranger 2 FA, FB, FC — лёгкий грузовик, предшественник Dutro
- Hino 300, Dutro — лёгкий грузовик грузоподъёмностью от 3 до 5 тонн. Общая масса до 8,5 тонн, широко представлен в России
- Hino 500, Ranger — грузовик от среднего до тяжёлого. Начал производиться в 1969 году. Общая масса до 26 тонн, широко представлен в России
- Hino 600 — средний грузовик. Продаётся в Северной Америке
- Hino 700, Profia (предыдущее название Super Dolphin Profia) — тяжёлый грузовик, производится в виде тягачей, жёстких шасси для строительства самосвалов, бетоносмесителей и прочей тяжёлой техники.

## Гибридные технологии

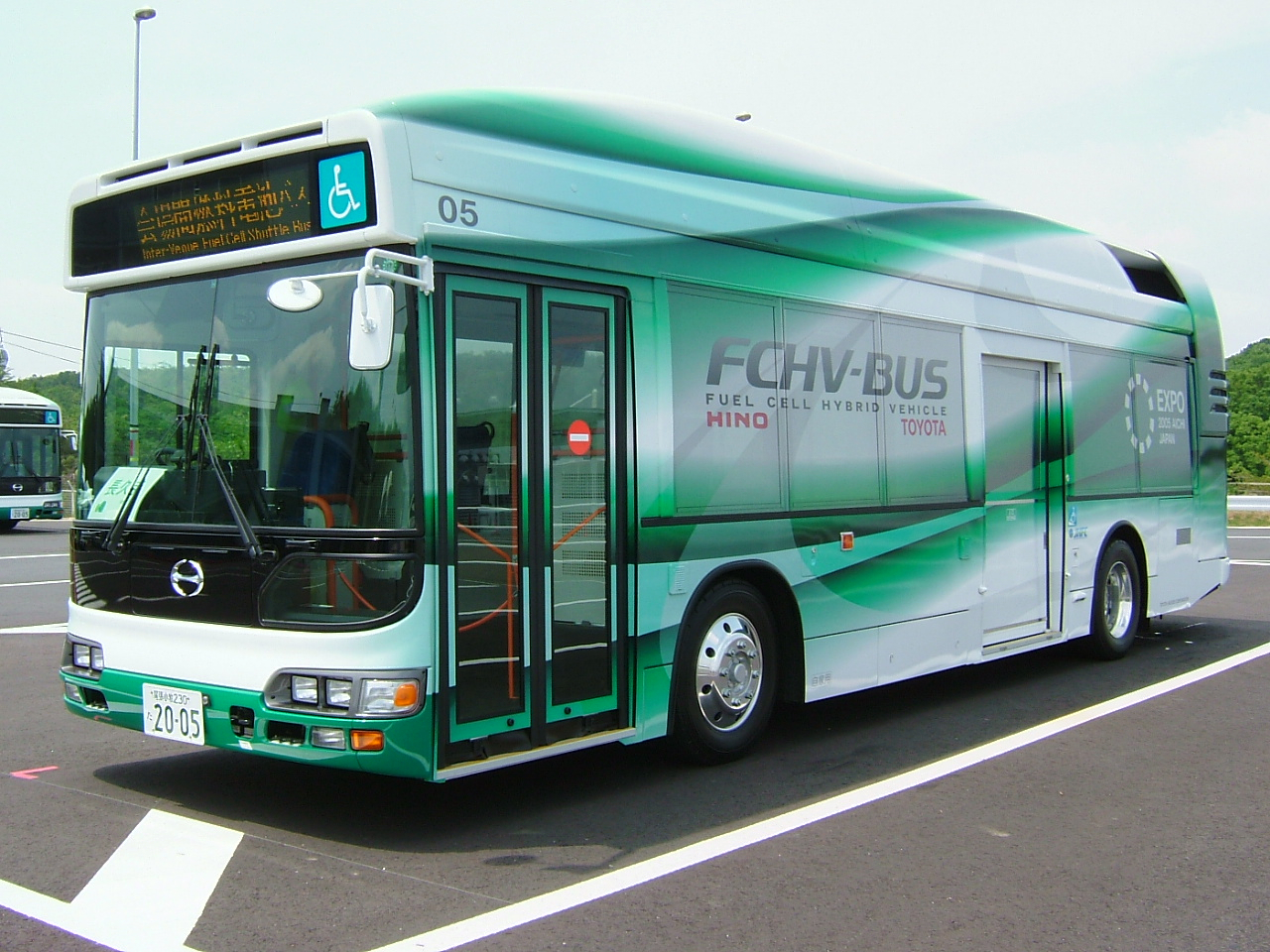
Гибридный автобус Hino с силовой установкой на водородных топливных элементах

Семейство грузовиков Dutro Hybrid с гибридной силовой установкой впервые было представлено в ноябре 2003 года. На грузовиках установлен дизельный двигатель мощностью 100 кВт. (134 л. с.), с моментом 353 Нм. Электродвигатель 36 кВт, с моментом 350 Нм. Никель-металл-гидридные (NiMH) аккумуляторы 228 В. Потребление топлива около 10 л/100 км. Грузоподъёмность 2—4 тонн.
В 2006 году в Японии было продано около 1000 Dutro Hybrid. В 2007 году начались продажи гибридных грузовиков в Австралии. К началу 2011 года компания продала 10 тысяч гибридных грузовиков. В августе 2011 года начнутся продажи гибридных грузовых автомобилей в Северной Америке.